# Ant-Zen
Ant-Zen – niemiecka, niezależna wytwórnia muzyczna wydająca muzykę elektroniczną.
Wydawnictwo powstało w 1994 r. z inicjatywy Stefana Alta (działającego pod pseudonimem S.Alt). Nazwa pochodzi od frazy Anti zensur. Ant-Zen skupia się na promowaniu oraz wydawnictwie muzyki z kręgów noise, industrial oraz ambientu.

## Wybrani artyści związani z wytwórnią
- Asche
- Converter
- Imminent
- Iszoloscope
- P.A.L
- This Morn' Omina
- Synapscape

## Pododdziały
- Bazooka Joe
- Delikatessen Records
- Duebel
- Flatline Records
- Flyco
- Hymen Records
- Mirex